# Доста странна Коледа
„Доста странна Коледа“ (на английски: A Fairly Odd Christmas) е американска коледна игрално/компютърно анимирана телевизионна комедия от 2012 г., който е продължение на „Кръстници вълшебници – Филмът: Тими Търнър, порасни!“ (2011) и втората игрална филмова адаптация на анимационния сериал „Кръстници вълшебници“.
Филмът е първоначално обявен на 14 март 2012 г. Премиерата му е излъчена по Nickelodeon на 29 ноември 2012 г. и е гледан от 4.473 милиона зрители.
По-късно е издаден на DVD с регион 1 на 17 декември 2013 г., и е пуснат на Blu-ray на 4 декември 2015 г.

## Актьорски състав
- Дрейк Бел – Тими Търнър
- Даниел Монет – Тути
- Дейвид Луис – Дензъл Крокър
- Даран Норис – Космо (глас) / Г-н Търнър
- Сюзън Блейксли – Уанда (глас)
- Тара Стронг – Пуф (глас)
- Терил Ротъри – г-жа Търнър
- Марк Гибън – Юрген вон Странгъл
- Травис Търнър – Дингъл Дейв
- Девън Долтън – Коледната песен
- Тони Кокс – Елмър, старият елф
- Девън Уийгъл – Вики
- Донавон Стинсън – Дядо Коледа
- Далия Бела – Джингъл Джил

## В България
В България филмът е излъчен по локалната версия на „Никелодеон“.
По-късно е достъпен в стрийминг платформата SkyShowtime.
| Роля               | Изпълнител                                         |
| ------------------ | -------------------------------------------------- |
| Тими Търнър        | Живко Джуранов                                     |
| Тути               | Татяна Етимова                                     |
| Космо              | Георги Стоянов                                     |
| Уанда              | Светлана Смолева                                   |
| Дензъл Крокър      | Христо Бонин                                       |
| Коледна песен      | Яна Огнянова                                       |
| Йорген             | Николай Пърлев                                     |
| Дядо Коледа        | Стефан Стефанов                                    |
| Елмър              | Петър Бонев                                        |
| Джинджър Фред      | Росен Русев                                        |
| Други гласове      | Христо Димитров Явор Караиванов                    |
| Песните изпълняват | Ивайло Парпулов Елена Пеева-Грозданова Ясен Зердев |

| Обработка              | Александра Аудио   |
| ---------------------- | ------------------ |
| Изпълнителен продуцент | Васил Новаков      |
| Преводач               | Стоянка Димова     |
| Музикален режисьор     | Красиана Димитрова |
| Тонрежисьор            | Ангел Топорчев     |
| Режисьор на дублажа    | Петър Бонев        |